# Battaglia del Teria
La battaglia del Teria fu combattuta nel 279 a.C. presso il fiume Teria, l'odierno San Leonardo nei pressi del comune di Lentini.
Nel 288 a.C. circa, Iceta aveva stretto una tregua coi Cartaginesi, e per questo motivo molti mercenari restarono senza impiego in guerra. Questi, che erano soprattutto di origini campane, si resero conto che non avrebbe potuto partecipare alla vita pubblica di Siracusa. Per questo si trasferirono a Messina e da qui sottomisero le altre genti di Sicilia. Il tiranno di Siracusa Iceta riuscì a riprendere tra le mani la situazione e la mantenne tra le sue mani per nove anni.
Iceta dopo aver guerreggiato con il tiranno di Agrigento, Finzia, lo sconfisse definitivamente nella battaglia presso l'Ibla. Esaltato da questa vittoria si spinse ad affrontare i Cartaginesi al fiume Teria dove fu duramente sconfitto. La sua posizione di debolezza favorì l'esilio da parte di Tinione.